# Covenant Life
Covenant Life ist ein Ort und ein census-designated place (CDP) im Haines Borough in Alaska. Das U.S. Census Bureau hatte bei der Volkszählung 2020 eine Einwohnerzahl von 25 ermittelt.

## Geographie
Covenant Life befindet sich im Alaska Panhandle im Südosten Alaskas 35 km nordwestlich von Haines sowie 142 km nordnordwestlich von Juneau, der Hauptstadt von Alaska. Das Covenant Life CDP liegt am rechten Flussufer des nach Osten strömenden Klehini River oberhalb der Einmündung des Tsirku River von rechts. Am gegenüberliegenden Flussufer des Klehini River liegen nördlich Mosquito Lake sowie östlich Klukwan. Die Straßenbrücke „Porcupine Bridge“ über den Klehini River verbindet Covenant Life mit dem Haines Highway. Im Südwesten erheben sich die Saint Elias Mountains. Knapp 20 Kilometer westlich von Covenant Life verläuft die Grenze zu Kanada.

## Geschichte
Die Bevölkerung besteht aus Mitgliedern der Covenant Life Church, eine evangelikale Kirchengemeinde. Die Gemeinde verwaltet sich größtenteils selbst. Covenant Life wurde 1990 ein census-designated place.

## Demografie
Zum Zeitpunkt der Volkszählung im Jahre 2020 (U.S. Census 2020) hatte Covenant Life 25 Einwohner auf einer Landfläche von 70,07 km². Von den Einwohnern waren 19 Weiße. Beim Zensus im Jahr 2000 wurden 102 Einwohner gezählt, 2010 waren es 86. Die Bevölkerungsentwicklung der letzten Jahre war rückläufig.